# Johan von Scheffer
Johan von Scheffer, född 29 september 1687, död 16 april 1748, var en svensk lagman och häradshövding.
Scheffer var häradshövding i Rasbo, Ulleråkers härad med flera härader, som vice från 1710 och som ordinarie från 1716 samt för Uppsala läns lagsagas andra häradshövdingedöme från 1718. Han var lagman i Gotlands lagsaga från 1745 tills han avgick 1746..